# داتیان
داتیان (به لاتین: Datian County) یک شهرستان در جمهوری خلق چین است که در سانمینگ واقع شده‌است.